# Bosniak (Pferd)
Der Bosniak (auch Bosniake oder Bosnisches Gebirgspferd) ist das typische, genügsame Gebirgspferd der Dinariden. Bosniaken sind von Kroatien über Bosnien und Herzegowina, Montenegro und Serbien bis nach Mazedonien verbreitet. Sie waren bis in die 1960er die wichtigsten landwirtschaftlichen Arbeitstiere in den Bergregionen des Westbalkans und sind vielfältig nach Westeuropa exportiert worden.
Hintergrundinformationen zur Pferdebewertung und -zucht finden sich unter: Exterieur, Interieur und Pferdezucht.

## Exterieur
Das Stockmaß des Bosniaken liegt zwischen 130 und 148 cm. Er kommt in den Farben Falbe, Rappe, Fuchs, Brauner und Schimmel vor, weiße Abzeichen und Schimmel sind selten. Der mittelschwere Kopf mit breiter Stirn, großen, dunklen Augen und ausgeprägten Nüstern steht auf einem kräftigen Hals mit üppiger Mähne und einer schrägen Schulter und breiten Brust. Dem niedrigen Widerrist folgt ein gedrungener Rumpf mit kräftiger Rippenwölbung und geradem, kurzen, kräftigen Rücken, der in einer abfallenden Kruppe mit tiefem Schweifansatz und dichtem Schweif endet. Die stämmigen, leicht kuhhessigen Beine stehen auf sehr harten kleinen Hufen.

## Interieur
Der Bosniake gilt als robust und anspruchslos. Als typisches Gebirgspferd ist er ausdauernd, trittsicher und nervenstark. Dank ihrer Ausdauer eignen sie sich vorzüglich zum Wander- und Distanzreiten.

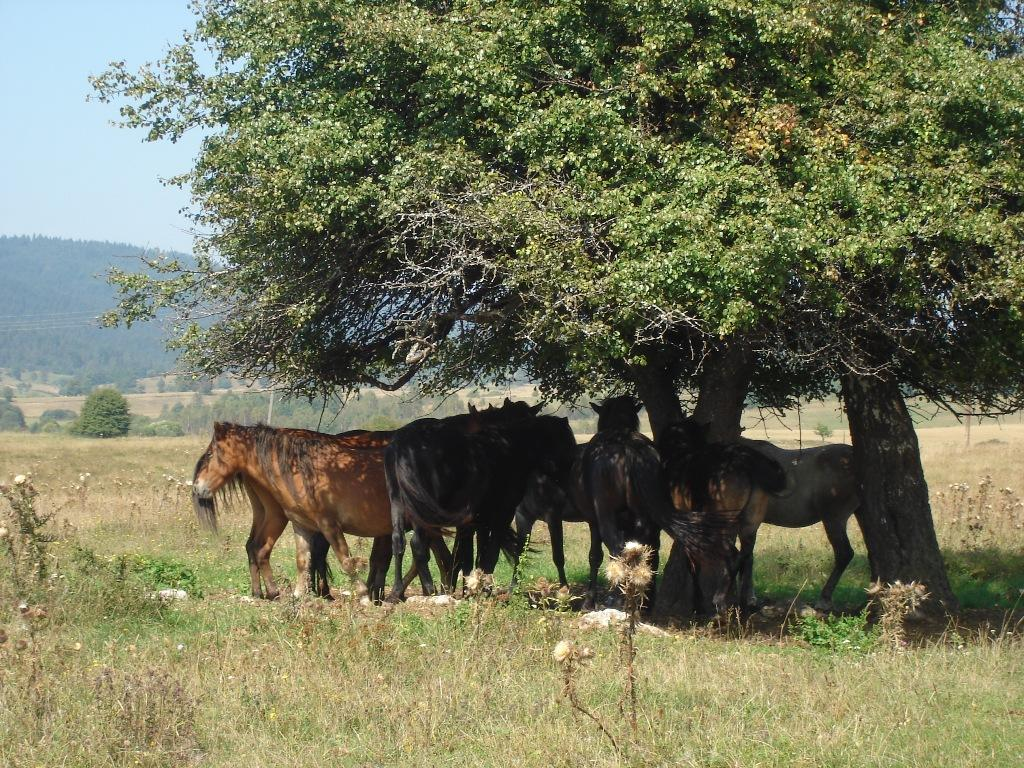
Staatsgestüt Borike

## Zuchtgeschichte
Der Ursprung dieser zähen Pferde aus den Dinariden geht vermutlich auf den Tarpan zurück. Der Bosniak ist ein zuverlässiges und ausdauerndes Tragtier auf schwierigen Gebirgspfaden und das Allzweckpferd der dinarischen Hochbauern. Während der türkischen Besetzung des Balkans vom 14. bis 17. Jahrhundert wurden oft Araber eingekreuzt. Die Robustheit der Bosniaken litt darunter und sie wurden für die Bauern eher unbrauchbar. Daher wurde 1933 wieder verstärkt auf den ursprünglichen, starken Typ gezüchtet. Dabei wurden die drei Hengste Barut, Misko und Aslan als Hauptbeschäler eingesetzt. Die Hengste und Stuten mussten eine Leistungsprüfung absolvieren, um zur Zucht zugelassen zu werden: Sie mussten eine Last von 120 kg über eine Strecke von 16 km tragen. Die beste Zeit betrug dabei 71 Minuten. Es wurde in den jugoslawischen Staatsgestüten „Borike“ und „Han Pijesak“ in Sarajevo, Mostar und Goražde gezüchtet. Neben den Bauern interessierte sich vor allem das Militär für diese Pferde. Nach dem Zweiten Weltkrieg ging durch die zunehmende Motorisierung die Nachfrage jedoch stark zurück. Im Staatsgestüt „Borike“ wurde versucht, eine geregelte Zucht mit erstklassigen Tieren aufzubauen. Durch den Bosnienkrieg hat sich die Zucht dort zerschlagen. In den 20 Jahren davor wurden aber über 3000 Tiere nach Deutschland importiert. Hier sind zwei Interessengemeinschaften entstanden, die sich um den Erhalt der Rasse bemühen. Der Bestand ist sowohl in Deutschland, als auch im restlichen Europa stark bedroht. In Deutschland wird die Rasse hauptsächlich vom Rheinischen Pferdestammbuch (5 Hengste / diverse Stuten registriert) und zusätzlich vom Spezialpferderassenverband in Bayern betreut.